# Marta Sánchez Martín
Marta Sánchez Martín (22 de mayo de 1956-Madrid, 8 de abril de 1985) fue una filóloga y traductora española. Hija de los escritores Carmen Martín Gaite y Rafael Sánchez Ferlosio, se la considera una figura imprescindible en la obra de Martín Gaite, que aparece en diversas obras y es evocada en otras como personaje filial. Su prematura muerte, causada por el sida, inspiró la novela breve Caperucita en Manhattan.

## Biografía
Se crio en un ambiente familiar intelectual. Es nieta del escritor y político Rafael Sánchez Mazas, sobrina del cantautor Chicho Sánchez Ferlosio y prima del periodista Máximo Pradera.
Su foto de bebé mientras su madre le da de comer en la cocina de su casa, fue una de las que ilustró un especial de ABC, titulado: Las tareas del hogar le dejan a Carmen Martín Gaite poco tiempo para escribir, publicado en 1958 tras ganar el Premio Nadal.
Sánchez Martín recibió educación en casa a manos de instructores particulares y después estudió Filosofía y Letras en la Universidad Complutense de Madrid. A los diecisiete años entró a trabajar como asistente en la editorial Nostromo, fundada en 1973 por Mauricio D'Ors, Juan Antonio Molina Foix y Diego Lara. A lo largo de la década de los 80 tradujo para la Editorial Bruguera: Un recuerdo de Navidad de Truman Capote, Puck de la colina Pook de Rudyard Kipling y Filetes de lenguado de Gerald Durrell; y para la Editorial Anagrama, Mar de fondo de Patricia Highsmith.
El 28 de diciembre de 1984, participó como tertuliana en el programa de debate de Televisión Española La clave, dirigido por Jose Luis Balbín, en un especial dedicado a la educación con el título Serás un hombre, hijo mío.
Tras la separación de sus padres en 1970, vivió en la casa de su madre en la calle Doctor Esquerdo de Madrid. Fue pareja de Carlos Castilla Plaza, hijo del psiquiatra Carlos Castilla del Pino, con quien consumía habitualmente distintas drogas. En 1985 fue diagnosticada de sida y, tras una neumonía, falleció en el Hospital Universitario Puerta de Hierro. Su pareja, Carlos Castilla Plaza, falleció poco tiempo después también a consecuencia del sida. Ambas muertes suelen equipararse con la de otros hijos de la burguesía ilustrada e intelectualidad española que en los 80 fallecieron por sida o sobredosis de drogas como Aníbal Núñez, Eduardo Haro Ibars o Antonio Valente, hijo de José Ángel Valente.
Está enterrada junto a su madre y su tía Ana María Martín Gaite en el cementerio de El Boalo. En su lápida están inscritos unos versos del poeta Antonio Machado.

## Marta Sánchez Martín en la obra de Carmen Martín Gaite
La importancia de Sánchez Martín como figura, influencia y personaje en la obra de Martín Gaite, quedó acreditada de forma explícita en obras como Cuadernos de todo, Agua pasadao El cuento de nunca acabar, y es reconocible en las novelas El cuarto de atrás, Caperucita en Manhattan o Nubosidad variable, donde la comunicación materno-filial son temas recurrentes. En las novelas Retahílas, Nubosidad variable y La reina de las nieves, se encuentran las siguientes dedicatorias:
Para Marta y sus amigos (Máximo, Elisabeth, Juan Carlos, Alicia, Pablo), siempre turnándose, al quite de mis horas muertas.
Para el alma que ella dejó de guardia permanente, / como una lucecita encendida, / en mi casa, en mi mente, / y en el nombre por el que me llamaba.
Para Hans Christian Andersen, sin cuya colaboración este libro nunca se habría escrito. Y en memoria de mi hija, por el entusiasmo con el que alentaba semejante colaboración.